# Fernando Cruz
Fernando da Conceição Cruz (Lisszabon, 1940. augusztus 12. – 2025. augusztus 16.) világbajnoki bronzérmes portugál válogatott labdarúgó, edző.

## Pályafutása

### A válogatottban
1961 és 1968 között 11 alkalommal szerepelt a portugál válogatottban. Részt vett az 1966-os világbajnokságon.

## Sikerei, díjai
Benfica
- Portugál bajnok (8): 1959–60, 1960–61, 1962–63, 1963–64, 1964–65, 1966–67, 1967–68, 1968–69
- Portugál kupa (4): 1961–62, 1963–64, 1968–69, 1969–70
- BEK-győztes (2): 1960–61, 1961–62
- BEK-döntős (3): 1962–63, 1964–65, 1967–68

Portugália
- Világbajnoki bronzérmes (1): 1966